# Аривечи
Аривечи  (исп. Arivechi) — посёлок в Мексике, штат Сонора, входит в состав одноимённого муниципалитета и является его административным центром. Численность населения, по данным переписи 2020 года, составила 635 человек.

## Топонимика
Название Arivechi с языка индейцев опата можно перевести как — место черепов.

## История
Поселение было основано в 1627 году миссионерами-иезуитами во главе с Педро Мендесом под названием Сан-Хавьер-де-Аривечи.